# Spekboon
De spekboon (Phaseolus vulgaris) is de wat vlezigere variant van de sperzieboon. Spekbonen worden vaak ten onrechte aangeduid als snijbonen. De spekboon heeft  echter niet de brede, platte peul die karakteristiek is voor de snijboon. Qua uiterlijk houden spekbonen het midden tussen snijbonen en sperziebonen: de lengte van een snijboon en rond en dik als een sperzieboon. De kleur kan variëren van groen of geel tot paars. De smaak is zoetig. Spekbonen worden vooral aangeboden in augustus en september. Ze zijn ook geschikt om als droogboon te gebruiken. In de teelt worden spekbonen ook wel stokslabonen genoemd omdat ze groeien langs een bonenstakenconstructie gemaakt van stokken. Niet te verwarren met de stoksperzieboon.
De Neckarkönigin is een bekende variëteit. Andere bekende rassen zijn Necores (vrij lang, iets gebogen, middengroen en rond-ovaal tot ovaal in doorsnee), Neckargold (lang, rond, goudgeel, zonder draad) en Blauwschedige Spek (circa 19 cm lang, zwak gebogen, paarse peulen).
Traditioneel worden spekbonen veel gegeten in het noorden van Nederland en Duitsland, al dan niet in gerechten waarin ook spek is verwerkt.

## Bereiding
Sommige soorten hebben een draad, die voor het bereiden samen met het puntje moet worden verwijderd. De bonen moeten wat langer gekookt worden om ze gaar te krijgen dan sperziebonen, namelijk 25-30 minuten.

## Variëteiten

### Borlotto

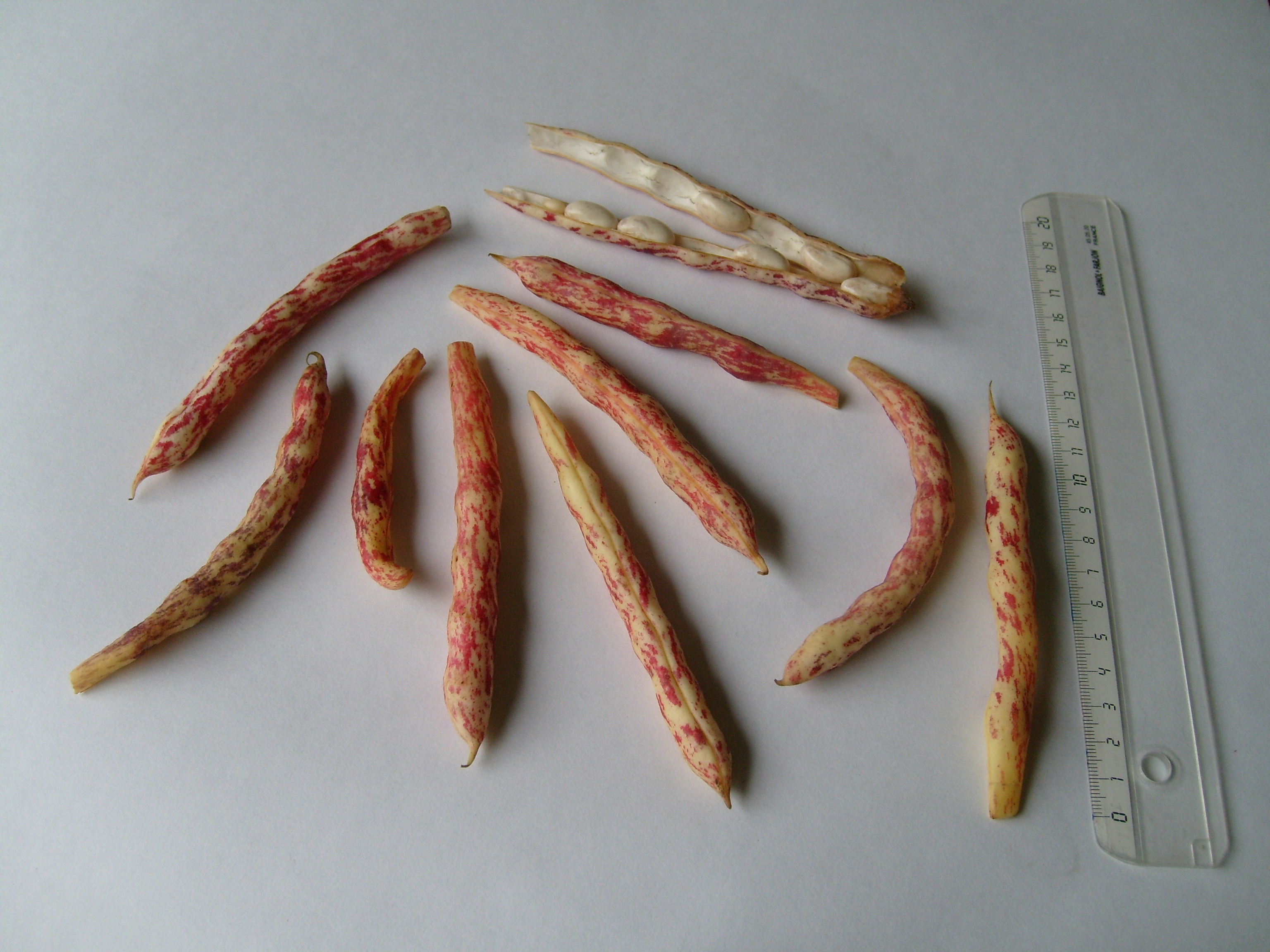
'Borlotto Lingua di Fuoco', oftewel 'Vuurtong'

De borlotto is in Nederland bekend als kievitsboon. De peulen hebben een roodgemarmerde tekening en ook de witte boontjes hebben een rode tekening. De bonen kunnen als gehele peul of gedopt worden gegeten.
In Noord-Nederland en Noord-Duitsland is deze spekboonvariëteit ook bekend als 'Hendriks Reuzen' of 'Hinrichs Riesen', belangrijk bestanddeel van het Oost-Friese streekgerecht "Updrögt Bohnen", in Groningen bekend als "Dreuge Bonen" of "Knipselbonen".